# كايتو كوواهارا
كايتو كوواهارا (باليابانية: 桑原 海人) (مواليد 5 أكتوبر 2000) هو لاعب كرة قدم ياباني.

## وصلات خارجية
- كايتو كوواهارا على موقع رابطة كرة القدم اليابانية للمحترفين (اليابانية)
- كايتو كوواهارا على موقع قاعدة بيانات كرة القدم.إي يو (الإنجليزية)
- كايتو كوواهارا على موقع Soccerway.com (الإنجليزية)
- كايتو كوواهارا على موقع عالم كرة القدم.نت (الإنجليزية)